# Disc protoplanetar

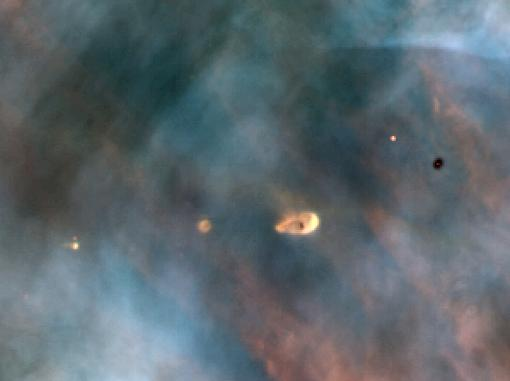
Disc protoplanetar în nebuloasa Orion.

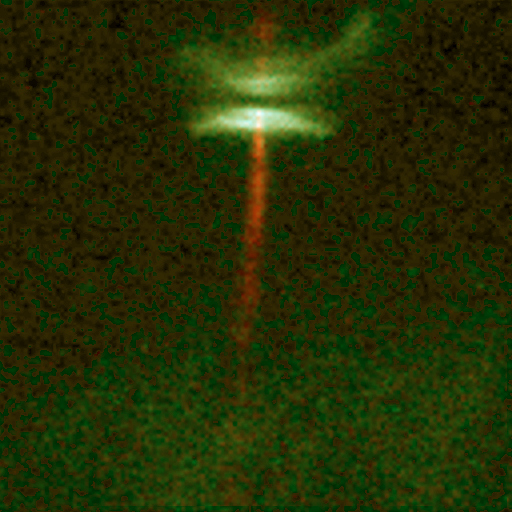
Disc protoplanetar în jurul obiectului HH30, la o distanță de circa 150 de parseci (5×10^{15} de kilometri), observat de telescopul spațial Hubble. (NASA/ESA/STScI)

Un disc protoplanetar este un disc circumstelar constituit din gaze și din praf pornind de la care se formează  corpuri cerești (planete, planete pitice, mici corpuri și sateliții lor). 
Stelele se formează pornind de la un nor de gaz și de pulberi a cărui parte centrală se prăbușește asupra ei  însăși. Apoi, în interiorul nebuloasei reziduale, materia se condensează eventual într-un disc (O stea formată recent este în general înconjurată de un disc. În cazul particular al sistemului binar IRS 43, au fost observate trei discuri: câte unu în jurul fiecărei stele, iar al treilea în jurul perechii de stele. Aceste trei discuri nu se află în același plan (și niciunul nu se află în planul orbital al celor două stele.)) care va da naștere planetelor. Astronomii vorbesc despre disc protoplanetar.

## De la nebuloasă primitivă la protoplanete

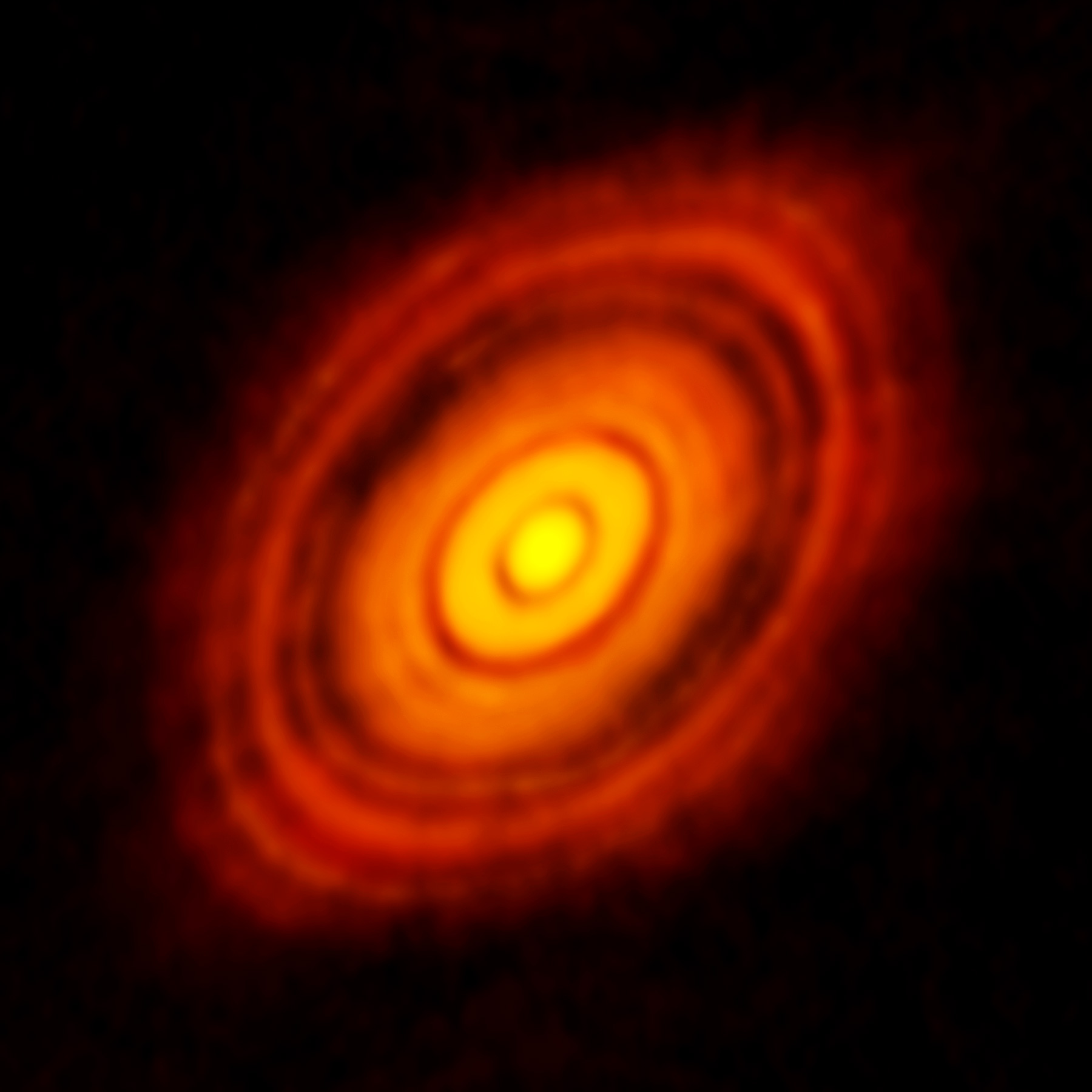
Imagine a discului protoplanetar a lui HL Tauri realizată de Atacama Large Millimeter Array.

Stadiul actual al cunosștințelor nu permite decât să se schițeze scheme evolutive plauzibile, printre care figurează următorul, care se înscrie într-o schemă de evoluție stelară clasică.
În primul rând, un nor de materie interstelară ajunge într-o stare critică (perturbare sau mecanism obișnuit) în care începe contracția lui. Acest nor, rotindu-se în jurul său, având un câmp magnetic intern, care conține mase de plasmă, este sediul interacțiunilor dintre forțele gravitaționale, centrifuge, termice și magnetice; se contractă pe măsură ce se încălzește, accelerându-și rotația și se aplatizează într-un disc nebular. În jurul centrului de greutate se dezvoltă o condensare protostelară masivă, care singură atrage cea mai mare parte (99%) din materialul norului (în esență hidrogen și heliu). Discul nebular, în schimb, se răcește, se subțiază și se micșorează, luând o structură inelară în care apare o condensare ecuatorială de corpusculi mai denși (praf, cristale, gheață, corpuri stâncoase etc.), animate de mișcări haotice, pe orbite foarte variate.
S-a sugerat că trecerea multor obiecte interstelare printr-un disc protoplanetar ar putea ajuta la creșterea ratei de formare a planetelor.